# Seria Red Hot
Seria albumów na rzecz walki z AIDS (Red Hot AIDS Benefit Series) to zestaw czternastu albumów, na których udzielali się różni wykonawcy (Rob Zombie, Johnny Cash, Talib Kweli, Lisa Stansfield, Donald Byrd, Common, Beastie Boys, Neneh Cherry, Guru, Dolly Parton, Sinéad O’Connor, Wah Wah Watson, Tortoise, Kurt Cobain i wielu innych). Akcja została zainicjowana przez Red Hot Organization.

## Nagrania
- Red Hot + Blue (1990)
- Red Hot + Dance (1992)
- No Alternative (1993)
- Red Hot + Country (1994)
- Stolen Moments: Red Hot + Cool (1994)
- Red Hot + Bothered (1995)
- Offbeat: A Red Hot Soundtrip (1996)
- America Is Dying Slowly (1996)
- Red Hot + Rio (1996)
- Red Hot + Latin: Silencio = Muerte (1997)
- Onda Sonora: Red Hot + Lisbon (1998)
- Red Hot + Rhapsody (1998)
- Optic Nerve (1999)
- Red Hot + Indigo (2000)
- Red Hot + Riot: The Music and Spirit of Fela Kuti (2002)